# 狭叶泽藓
狭叶泽藓（学名：Philonotis roylei）为珠藓科泽藓属下的一个种。

## 扩展阅读
- 維基物種上的相關：狭叶泽藓